# Salurnis hesita
Salurnis hesita är en insektsart som beskrevs av Medler 1992. Salurnis hesita ingår i släktet Salurnis och familjen Flatidae. Inga underarter finns listade i Catalogue of Life.